# Thomas Daniel Winter

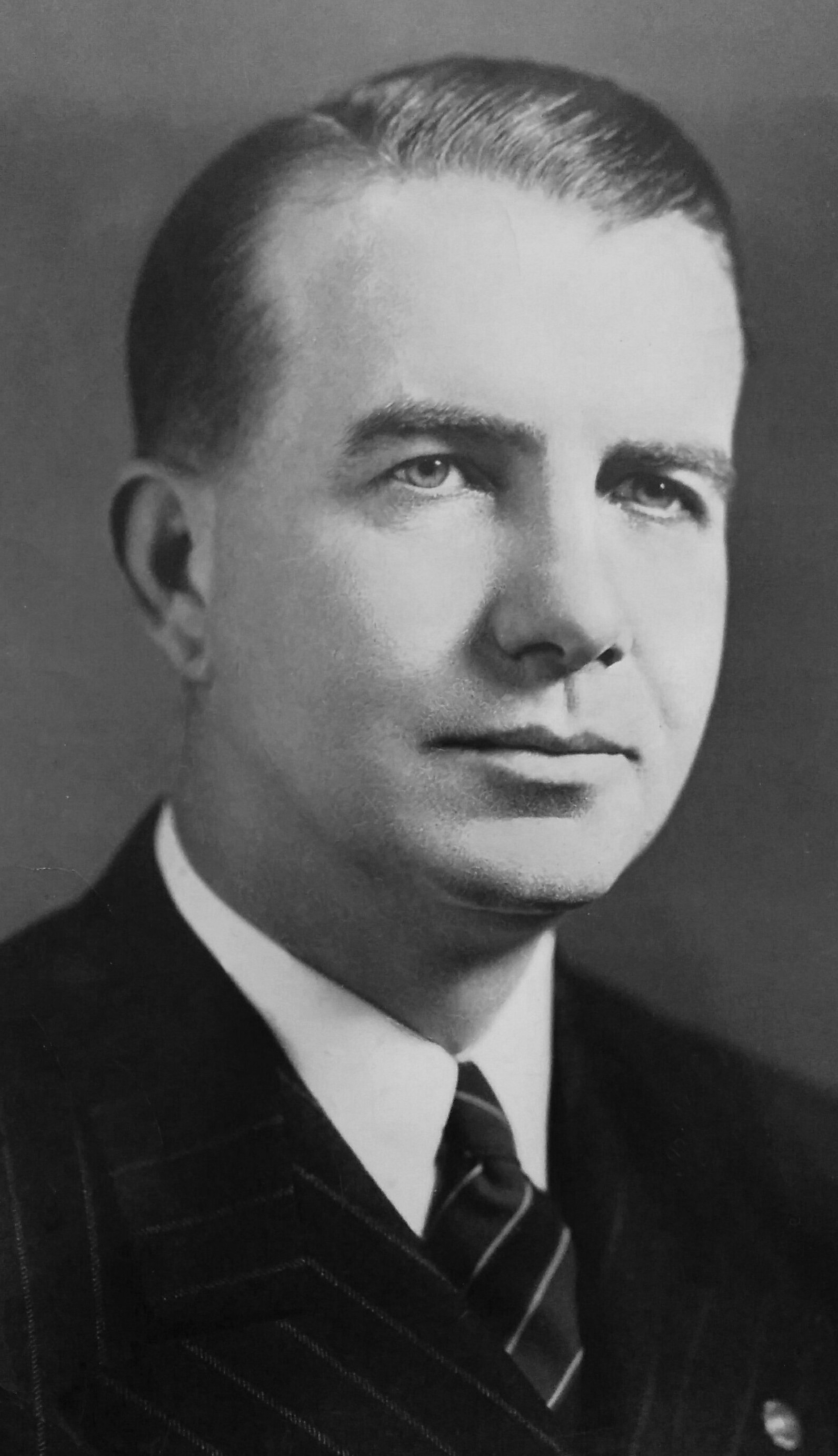
Thomas Daniel Winter

Thomas Daniel Winter (* 7. Juli 1896 in Columbus, Cherokee County, Kansas; † 7. November 1951 in Pittsburg, Kansas) war ein US-amerikanischer Politiker. Zwischen 1939 und 1947 vertrat er den dritten Wahlbezirk des Bundesstaates Kansas im US-Repräsentantenhaus.

## Werdegang
Thomas Winter besuchte die Grund- und Hauptschulen seiner Heimat. Während des Ersten Weltkrieges war er von 1918 bis 1919 Soldat im Fliegerkorps der US Army. Zwischen 1921 und 1927 war er Protokollführer am Bezirksgericht im Crawford County in Kansas. Gleichzeitig studierte er selbst Jura. Nach seiner im Jahr 1926 erfolgten Zulassung als Rechtsanwalt begann er in Girard in seinem neuen Beruf zu arbeiten. Von 1927 bis 1928 war er stellvertretender und von 1929 bis 1930 regulärer Bezirksstaatsanwalt. Zwischen 1933 und 1935 war Winter bei den Stadtwerken von Girard angestellt und von 1936 bis 1938 war er Kämmerer dieser Stadt.
Politisch war Winter Mitglied der Republikanischen Partei. 1938 wurde er als deren Kandidat im dritten Distrikt von Kansas in das US-Repräsentantenhaus in Washington, D.C. gewählt, wo er am 3. Januar 1939 die Nachfolge des Demokraten Edward White Patterson antrat. Nach drei Wiederwahlen konnte er bis zum 3. Januar 1947 vier Legislaturperioden im Kongress absolvieren, die weitgehend von den Ereignissen während und nach dem Zweiten Weltkrieg geprägt waren. Für die Wahlen des Jahres 1946 wurde Winter von seiner Partei nicht mehr nominiert.
Nach dem Ende seiner Zeit im Kongress zog sich Winter aus der Politik zurück und arbeitete wieder als Anwalt. Er starb am 7. November 1951 in Pittsburg und wurde in Columbus beigesetzt.